# Лю Цін
Лю Цін (*1916 – 1978), уроджений Лю Юнхуа — відомий китайський письменник. Найвідоміша робота Лю Ціна є роман «Історія початку»). Після проголошення КНР Лю Цін понад 14 років працював в селі Хуанпу, що неподалік міста Сіань. Власний досвід перебування у селі після завершення громадянської війни та спілкування з селянами був покладений їм в основу роману «Історія початку».

## Переклади українською
- Лю Цін. Історія початку. Роман. Переклад з китайської І.Чирко. Післямова В.Сорокіна. Київ Дніпро 1988г. 511 с